# Пономарёв, Аристарх Рафаилович
Аристарх Рафаилович Пономарёв (15 [27] апреля 1881, Богословск, Пермская губерния — 21 июля 1967, Ганьи) — митрофорный протоиерей православной церкви, член двух её Поместных соборов, ректор Харбинской духовной семинарии.

## Биография
Родился в семье псаломщика. Окончил Екатеринбургское духовное училище (1897), Пермскую духовную семинарию (1904), один курс медицинского факультета Томского университета (1906) и три курса Казанской духовной академии (1910).
Жена Елизавета Григорьевна, сын Семён.
Псаломщик в храме Иоанна Богослова Верхне-Салдинского Завода Верхотурского уезда, затем иерей в кладбищенском Покровском храме Каменского Завода Камышловского уезда (1906).
Настоятель Богоявленского храма в селе Краснослободское (1907).
Благочинный 2-го округа Ирбитского уезда, настоятель Казанско-Богородицкого походного храма Верхотурского уезда (1908).
Священник в Екатерининском (1909), затем в Богоявленском кафедральном (1910) соборах Екатеринбурга.
Лектор на народных чтениях, член земского собрания, законоучитель в Вознесенском мужском училище, катехизатор по городскому благочинию (1911), член епархиального ревизионного комитета и Екатеринбургского комитета Православного миссионерского общества (1912).
Награждён скуфьей, в том числе за руководство архиерейским хором (1913).
Священник в храме Главного штаба Владивостокской крепости (1915).
В 1917—1918 годах член Поместного Собора Православной Российской Церкви по избранию как клирик от Владивостокской епархии, участвовал в 1-2-й сессиях, член II, III, IV, V, VII, XVII отделов и подотдела о богослужебном языке.
Осенью 1918 года служил в храме Верхне-Салдинского Завода.
В 1922 году член Приамурского Земского Собора, привёл его к присяге.
С осени 1922 года ключарь собора святителя Николая Чудотворца в Харбине.
С 1923 года протоиерей. В 1925 году лектор по сектоведению на миссионерских курсах.
В 1927 году окончил Харбинский юридический факультет со степенью кандидата богословия.
В 1927—1941 годах харбинский епархиальный миссионер, противодействовал влиянию идей Н. К. Рериха.
С 1928 года инспектор Высших богословских курсов.
В 1934 году был одним из инициаторов открытия в Харбине Богословского института святого Владимира, где до 1945 года был доцентом богословского факультета по кафедре истории раскола и сектоведения. Автор пособия по основам православия для Организации русских юных разведчиков.
В 1938 году делегат II Всезарубежного церковного собора.
С 1939 по 1945 год был ректором Харбинской духовной семинарии и священником в Алексеевском храме в Модягоу (предместье Харбина).
В 1945 году отверг предложение воссоединиться с Московским патриархатом. Настоятель Благовещенского храма на Пристани, затем в с. Драгоценка (казачьем центре Трёхречья).
В 1948 году переехал в Шанхай. В 1949 году эвакуирован на филиппинский остров Тубабао.
С 1951 года настоятель домового храма Русской школы «Пробуждение» в местечке Шалифер под Парижем.
С 1957 года вёл миссионерские беседы в парижском храме Всех святых в Земле Российской просиявших, награждён митрой.
С 1961 года член епархиального совета Западно-Европейской епархии Русской православной церкви заграницей.
С 1964 года на покое в интернате для престарелых русских эмигрантов.
Похоронен на кладбище в Ганьи, провинция Сена-Сен-Дени.

## Сочинения
- По поводу статьи «О церковной проповеди в связи с современной смутой» // Екатеринбургские епархиальные ведомости. 1909. № 33.
- О самообразовании духовенства // Екатеринбургские епархиальные ведомости. 1911. № 25-26.
- Слово в неделю 7 по Пятидесятнице; Мольба (стихотворение) // Екатеринбургские епархиальные ведомости. 1913. № 31, 33.
- Слово по 1-й кафизме // Екатеринбургские епархиальные ведомости. 1914. № 24.
- Дневник паломника // Паломничество в г. Верхотурье. Екатеринбург, 1914. С. 12-69.
- Вещее слово // Вестник военного и морского духовенства. 1915. № 19.
- Вещий сон; Отклик Урала; На смерть друга отца Иоанна Сторожева; Страница из прошлого // Хлеб небесный. 1927. № 1-4.
- Душа бессмертна; По поводу годовщины со дня смерти о. Иоанна Сторожева; Неверие // Хлеб небесный. 1928. № 2-3, 12.
- Старообрядчество. Харбин, 1928.
- Методизм. Харбин, 1929.
- Лжесловесники. Харбин, 1930.
- О теософии. Критический очерк. Харбин, 1936.
- Об единоверии. Харбин, 1938.
- Памяти архиепископа Виталия // Православная Русь. 1960. № 16.
- Об иеромонахе Павлине // Их страданиями очистится Русь. М., 1996. С. 104—106.
- Письмо // Сурский И. Отец Иоанн Кронштадтский. М., 2011. Гл. 18.